# Aji Ichi Monme
Aji Ichi Monme (味いちもんめ) é um mangá escrito por Zenta Abe e ilustrado por Yoshimi Kurata. Foi publicado pela Shogakukan na Big Comic Superior de 1986 até 1999 e reunido em 33 tankōbons. A série acompanha as vidas dos funcionários e dos clientes de um restaurante chamado Fujimura, de propriedade do chef veterano Kumano. Recebeu em 1999 o prêmio Shogakukan Manga Award para mangá seinen.